# Ludwig von Brandis

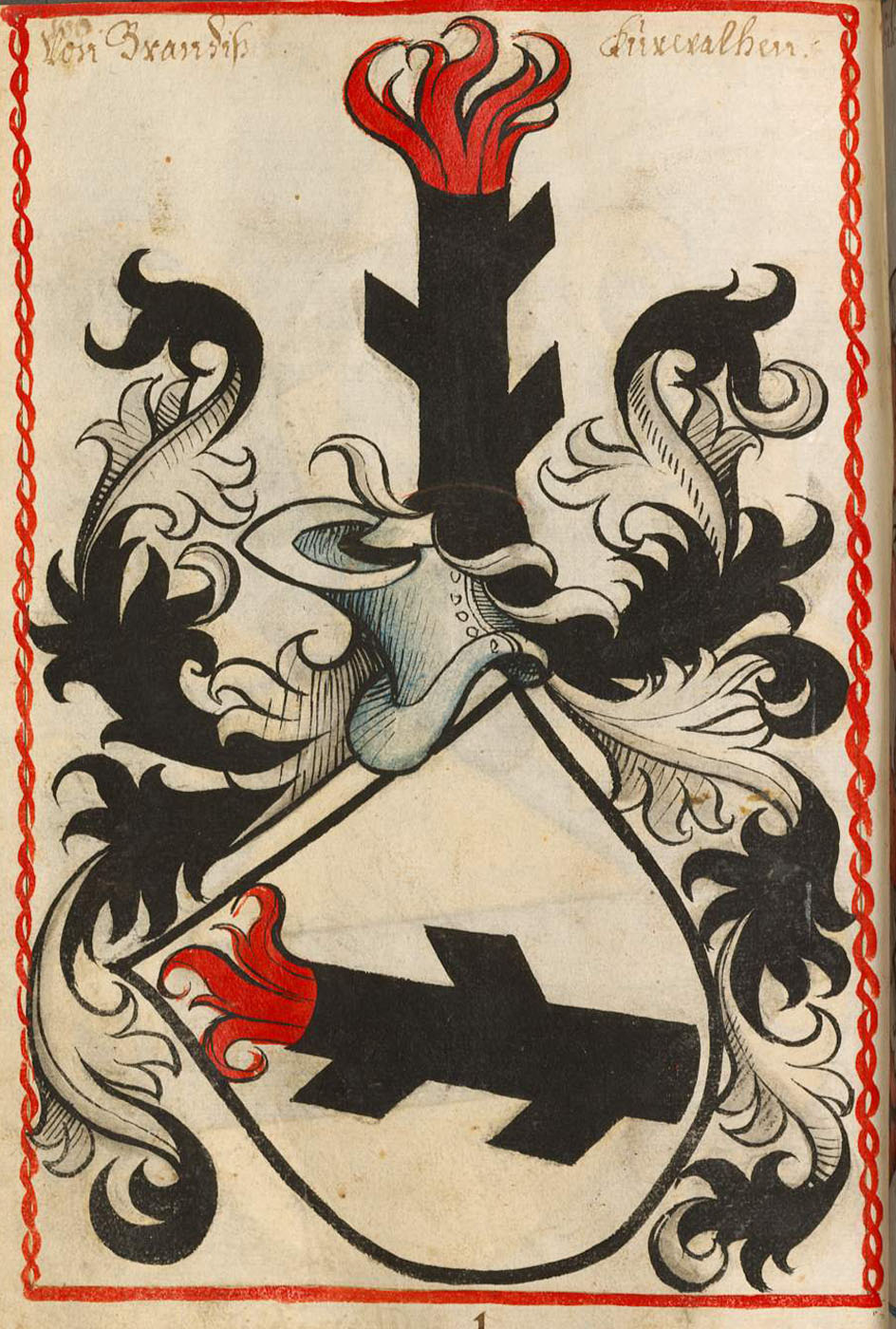
Wappen der Herren von Brandis aus dem Scheiblerschen Wappenbuch 1450–1480

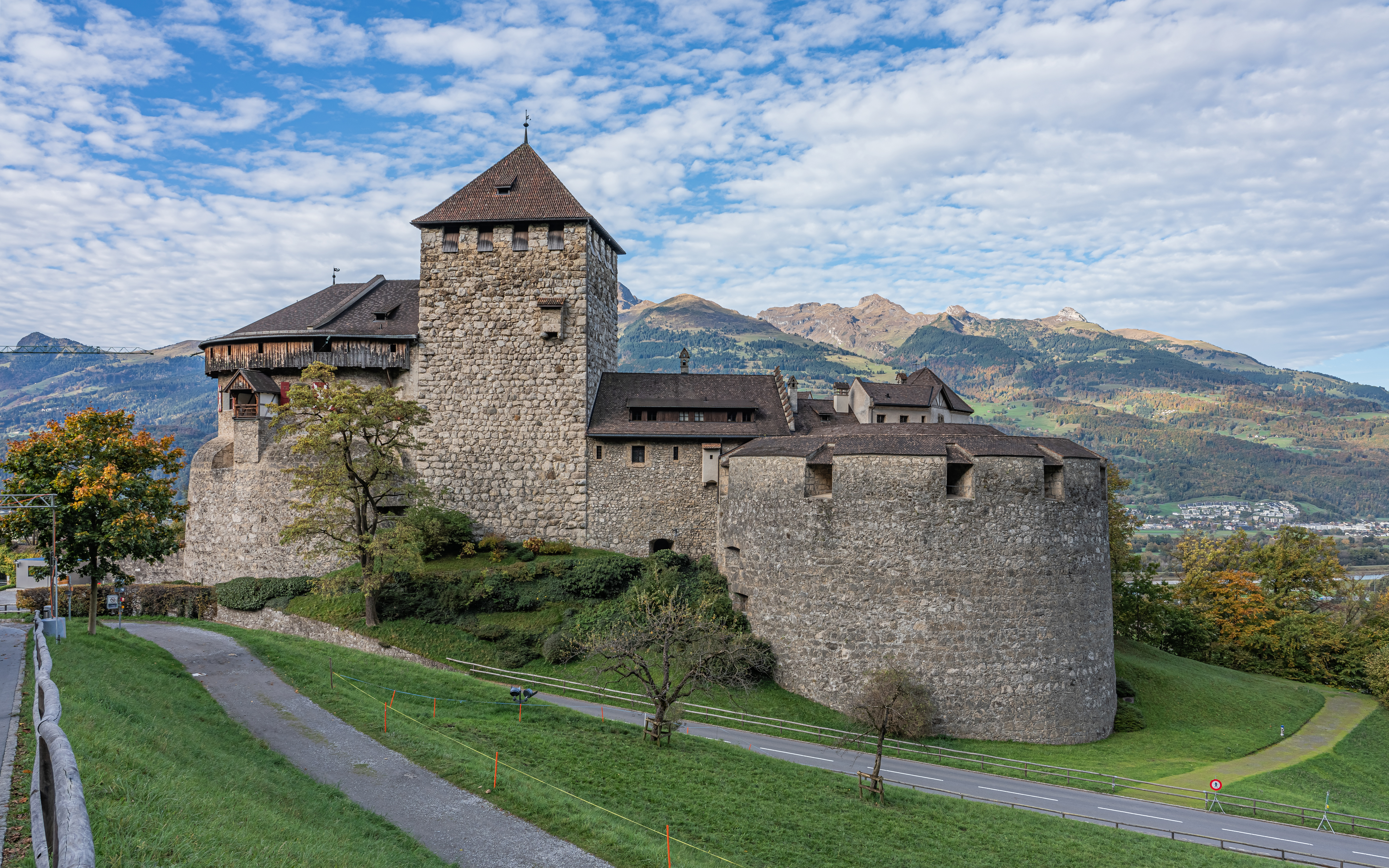
1499 wurde die Festung Vaduz von den Eidgenossen in Brand gesteckt. Ludwig von Brandis wurde gefangen genommen. Ab 1505 war das Schloss eine Festung der Habsburger

Ludwig von Brandis (* vor 1483; † 1507) war ein Mitglied des Schweizer Geschlechts der Freiherren von Brandis. Bekannt wurde er durch seine Festnahme und Geiselhaft in Luzern während des Schwabenkrieges 1499. Er war Herrscher über Schellenberg und Vaduz, im heutigen Fürstentum Liechtenstein.

## Familie
Ludwig von Brandis war ein Sohn von Ulrich von Brandis und seiner Frau Praxedis von Helfenstein sowie Enkel des Wolfhart V. von Brandis. Er hatte einen Bruder Sigmund II. von Brandis, mit dem er sich die Herrschaft der Freiherren im Rheintal teilte. Vier weitere Brüder schlugen eine geistliche Laufbahn ein. Sein jüngerer Bruder Sigmund übernahm die Herrschaft über Maienfeld und Blumenegg. Ludwig von Brandis heiratete 1501 Katharina Freifrau von Gundelfingen. Er hatte keine Kinder. Sein jüngster Bruder Johannes von Brandis war der letzte männliche Nachkommen der Herren von Brandis. Dieser verkaufte später die Territorien an die Grafen von Sulz aus Rottweil.

## Leben und Wirken
In seine Regierungszeit fallen bedeutende Entscheidungen. So formulierte er wichtige Verträge zwischen den Herrschaften und deren Untertanen. 1493 und 1496 wurden Vereinbarungen zwischen ihm und den Landammännern der beiden Landschaften im Bezug auf Steuerfragen geschlossen. Am 2. Mai 1505 unterzeichnete er mit König Maximilian I. den sogenannten «Öffnungsvertrag». Darin verpflichteten sich die Habsburger gegen eine jährliche Gebühr von 200 Gulden, die Festung Vaduz im Kriegsfall zu besetzen. Es handelte sich um ein Verteidigungsbündnis. Die Habsburger übernahmen die Verteidigung der kleinen Landschaften am Alpenrhein, übernahmen aber keine Garantie für Maienfeld. Die Herrschaft wurde 1509 an die Bündner verkauft.
Zu Beginn des Schwabenkrieges lagerten die Truppen der Eidgenossen in Sargans, die kaiserlichen Truppen in Balzers und die Truppen der Drei Bünde in Maienfeld und auf dem St. Luzisteig – einem Pass, der das österreichische Feldkirch mit dem bünderischen Maienfeld verband. Die Brüder waren in einer schwierigen Situation. Einerseits waren sie dem Habsburger Kaiser zur Treue verpflichtet, anderseits der Alten Eidgenossenschaft, da sie Bürger der Stadt Bern waren und ihre Vorfahren das Burgrecht mit dieser eingegangen waren. Durch den Besitz der Herrschaft Maienfeld waren sie aber auch Teil der Drei Bünde. Am 6. Februar 1499 überschritten Truppen des Urner Hauptmanns Heini Wolleb kurzzeitig den Rhein und setzten einige Häuser in Balzers in Brand. Dies gilt als der Beginn des Schwaben- oder Schweizerkrieges. Der Konflikt soll durch gegenseitige Beschimpfungen über den Rhein hinweg ausgelöst worden sein.
Die Landsknechte des Schwäbischen Bundes im Dienst des Kaisers griffen am folgenden Tag die Stellungen der Bündner am St. Luzisteig an und besetzten Maienfeld. Doch die Bündner gaben sich nicht geschlagen und griffen Maienfeld noch am selben Tag an. Dabei schlugen sie die schwäbischen Truppen in die Flucht und nahmen den Burgherrn Sigmund gefangen, der sich – im Gegensatz zu seinem Bruder Ludwig – weigerte zu flüchten. Nach der Wiedereroberung von Maienfeld stürmten die Bündner die Befestigungen von St. Luzisteig und eroberten Balzers. Am 12. Februar griffen die bei Sargans lagernden Eidgenossen in die Kämpfe ein und schlugen die kaiserlichen schwäbischen Truppen im Gefecht bei Triesen. Am 13. Februar nahmen die verbündeten Bündner und eidgenössischen Truppen Vaduz ein und nahmen auch Ludwig von Brandis gefangen. Dieser bot in Verhandlungen 20.000 Gulden für seine Freilassung und für die Unversehrtheit seiner Grafschaft Vaduz. Die Verbündeten gingen auf einen solchen Handel nicht ein und brachten ihn in der Nacht vom 13. auf den 14. Februar zuerst nach Werdenberg, dann über Rapperswil nach Luzern. Sein Bruder wurde in Chur inhaftiert. Die schwäbischen und eidgenössischen Truppen verwüsteten und plünderten die Herrschaften Vaduz und Schellenberg.
Am 8. Juli beschäftigte sich die Tagsatzung in Luzern mit den gefangenen Herren. Die Situation war schwierig, da diese auch Bürger der Stadt Bern waren und als solche unter deren Schutz standen. Die Tagsatzung wollte sie freilassen, aber der in Diensten der Eidgenossen stehende Ulrich von Sax forderte einen Tausch von Ludwig von Brandis gegen den von den kaiserlichen Truppen gefangengenommenen Ammann von Appenzell Rudolf von Rappenstein, einem Verbündeten von Sax.
Nach dem Frieden zu Basel beschloss die Tagsatzung die Freilassung der beiden Brüder und die Wiedereinsetzung in ihre Herrschaftsgebiete. Am 13. Dezember schworen die Untertanen in Schellenberg und Vaduz den Herren von Brandis wieder die Treue. Durch die Kämpfe war das Land verwüstet und nur wenige Jahre später (1509–1512) wurden die Herrschaften an die Grafen von Sulz verkauft.